# Conquête normande de l'Italie du Sud
La conquête normande de l'Italie du Sud se fait progressivement au XIe siècle et, pour ce qui est de la prise de Naples, au XIIe siècle. Elle est l'œuvre d'aventuriers et mercenaires normands, initialement au service des Lombards ou des Byzantins, qui obtiennent au fil des batailles divers territoires et fiefs pour leur propre compte, et acquièrent leur autonomie et indépendance politique dans les cinquante années qui suivent leur arrivée, mettant fin aux dernières possessions byzantines d'Italie.
C'est seulement dans un second temps qu'ils se constituent en une entité unique : le royaume de Sicile, qui comprend non seulement l'île du même nom, mais aussi tout le tiers sud de la péninsule italienne (sauf le Bénévent, qui ne fut tenu que momentanément à deux reprises) ainsi que l'archipel de Malte et des territoires en Afrique du Nord. Cette conquête n'a pas été planifiée ni organisée, au contraire de celle de l'Angleterre, et se fait sur une période beaucoup plus longue, mais elle n'en devient pas moins durable et les îles reprises aux Sarrasins ne retombent plus entre leurs mains.

Les étapes de la conquête normande de l'Italie méridionale, de la Sicile et de Malte au XIe siècle.

## Raisons de la conquête
Contrairement à la conquête de l’Angleterre, cette conquête est menée sur une longue durée, plusieurs générations, par de petits seigneurs normands, et n'est ni dirigée ni même inspirée par le duc de Normandie. « Aucun projet préétabli, aucun plan à court ou à long terme n'ont présidé aux opérations de conquête, si ce n'est dans les derniers temps quand la prise du pouvoir sembla possible ». Il s’agit au départ de groupes de mercenaires indépendants au service de princes indigènes. D'après des études récentes, les deux tiers des immigrants de cette époque sont des Normands et le reste est constitué d'Angevins, de Manceaux, de Flamands et de Francs. Ces Normands sont originaires de Normandie, principalement du territoire de l’actuel département de la Manche, et issus de la classe des seigneurs de rang modeste incapables de donner des terres à leur famille nombreuse.
L’immigration normande dans le Mezzogiorno n’a rien de massif mais on estime qu'entre les années 1010 et les années 1120, il y a un flux constant de départs du duché de Normandie vers l’Italie du Sud et la Sicile et on a pu en évaluer le nombre à quelques centaines de Normands (et Français) pendant un siècle environ entre le XIe et le XIIe siècle.
Outre le manque de terres, on peut citer comme raisons de cette émigration le besoin de s'exiler pour fuir l’autorité du pouvoir ducal, « le désir de tenter la fortune par le service des armes », ou encore des raisons propres au pays conquis comme ses richesses et ressources naturelles ainsi que ses faiblesses politiques et institutionnelles.

## L'arrivée des Normands en Italie (999-1017)

Carte de l'Italie à la veille de l'arrivée des Normands. Ils conquièrent la zone englobant tout le territoire situé au sud du Saint-Empire romain et la Sicile ainsi que le Sud du Latium (États pontificaux) et les Abruzzes (duché de Spolète).

La première date avancée pour l'arrivée de chevaliers normands en Italie du sud est 999. Cette année-là, selon plusieurs sources, des pèlerins normands de retour du Saint-Sépulcre à Jérusalem s'arrêtent à Salerne, où ils profitent de l'hospitalité du prince Guaimar III de Salerne lorsque la ville est attaquée par des Sarrasins venus de Sicile qui exigent le paiement tardif d'un tribut annuel. Tandis que Guaimar III commence à collecter de quoi payer le tribut, les Normands reprochent aux Lombards leur manque de courage et attaquent immédiatement les assiégeants. Cette attaque fait fuir les Sarrasins et un butin important est pris. Guaimar III, reconnaissant, supplie les Normands de rester. Ceux-ci refusent, mais promettent d'apporter ses riches cadeaux à leurs compatriotes en Normandie et de leur parler de l'offre de récompense en échange d'assistance militaire à Salerne. Certaines sources disent même que Guaimar III envoie des émissaires en Normandie pour en ramener des chevaliers. Ce récit de l'arrivée des Normands est parfois appelé la « tradition de Salerne ».
La « tradition de Salerne » est pour la première fois rapportée par Aimé du Montcassin dans son histoire de li Normant entre 1071 et 1086. Pierre le Diacre emprunta à Aimé du Montcassin beaucoup d'informations la concernant pour sa suite de la Chronica Monasterii Casinensis de Léon d'Ostie, écrite au début du XIIe siècle. À partir des Annales ecclésiastiques (it) de Cesare Baronio, au XVIe siècle, la tradition de Salerne devient l'histoire communément acceptée. Sa précision factuelle est périodiquement mise en doute durant les siècles qui suivirent, mais elle a depuis été acceptée, avec certaines modifications, par la plupart des chercheurs.
Un autre récit historique sur l'arrivée des premiers Normands en Italie apparaît dans les premières chroniques sans qu'il y soit fait référence à une présence normande antérieure. Cette histoire a été appelée la « tradition de Gargano ». En 1016, des pèlerins normands venus au sanctuaire de l'archange saint Michel, dans la région du Gargano, y rencontrent le seigneur lombard Melo de Bari qui les convainc de se joindre à lui pour attaquer le gouvernement byzantin des Pouilles.
Comme pour la tradition de Salerne, il existe deux sources primaires pour la tradition de Gargano : la Gesta Roberti Wiscardi de Guillaume de Pouille, datée d'entre 1088 et 1110, et la Chronica monasterii S. Bartholomaei de Carpineto d'un moine nommé Alexandre, écrite environ un siècle plus tard et basée sur le travail de Guillaume de Pouille. Certains chercheurs ont combiné les récits de Salerne et de Gargano, John Julius Norwich suggérant que la rencontre de Melo de Bari avec les Normands avait été préalablement organisée par Guaimar III, Melo de Bari ayant été à Salerne juste avant de se trouver au Monte Gargano.
Une autre histoire relate l'exil volontaire d'un groupe de frères de la famille Quarrel-Drengot. L'un des frères, Osmond selon Orderic Vital, ou Gilbert selon Aimé du Montcassin et Pierre le Diacre, aurait assassiné un certain Guillaume Repostel en présence du duc de Normandie Robert le Magnifique. Guillaume Repostel se serait vanté d'avoir déshonoré la fille de son futur meurtrier et aurait été tué pour la venger. Menacé lui-même de mort, le meurtrier Drengot fuit le pays avec sa fratrie pour Rome, où l'un des frères a une audience avec le Pape, avant de rejoindre Melo de Bari. Aimé du Montcassin date ces événements d'après l'an 1027 et ne mentionne pas de Pape. Selon lui, les frères de Gilbert sont Osmond, Rainulf, Asclettin et Raoul (ou Raulf).
L'assassinat de Repostel se situe d'après toutes les chroniques sous le règne de Robert II le Magnifique, donc après 1027, cependant certains chercheurs pensent que Robert est une erreur scripturale à la place de Richard, et qu'il eut lieu sous le règne de Richard II de Normandie, duc en 1017. La plus ancienne date est nécessaire si l'on veut relier l'émigration des premiers Normands avec les frères Quarrel-Drengot et le meurtre de Guillaume Repostel. Dans les Histoires de Raoul Glaber, un « Rudolfus » (Raoul, ou Rodolphe) quitte la Normandie après avoir déplu au comte Richard (à savoir Richard II). Les sources divergent quant à savoir qui parmi les frères était le meneur du voyage vers le sud. Orderic Vital et Guillaume de Jumièges, dans sa Gesta Normannorum ducum, donne le nom de Rudolf. Léon d'Ostie, Aimé du Montcassin et Adémar de Chabannes parlent de Gilbert. Selon la plupart des sources italiennes, le chef du contingent normand à la bataille de Cannes en 1018, est Gilbert. Si Rudolf le frère Drengot ne fait qu'un avec celui du récit d'Aimé du Montcassin, alors Rudolf était peut-être le chef de la bataille de Cannes.
Une autre hypothèse, moderne, concernant l'aventure des Normands dans le Mezzogiorno implique les chroniques de Glaber, d'Adhémar, et de Léon d'Ostie (pas la suite de Pierre le Diacre). Les trois chroniques indiquent que des Normands (allant d'une quarantaine à deux cent cinquante), sous la conduite de « Rudolfus » (Raoul), fuyant la colère de Richard II, allèrent voir le pape Benoît VIII à Rome, qui les envoya à Salerne ou Capoue se battre contre les Grecs, envers qui le Pape était alors en conflit au sujet de leur invasion au Bénévent (sous tutelle papale). Ils y rencontrent alors les primats du Bénévent : Landolf V de Bénévent et Pandolf IV de Capoue et peut-être Guaimar III de Salerne et Melo de Bari. Sur le fondement de la chronique de Léon d'Ostie, Rudolf est supposé avoir été la même personne que Raoul de Tosny.
Si les premières actions militaires normandes dans le sud de l'Italie furent celles de mercenaires à la solde de Melo dans sa bataille contre les Grecs en mai 1017 (ce sont en tout cas les premières attestées), les Normands durent probablement quitter la Normandie entre janvier et avril de cette année.

## Les révoltes des Lombards (1009-1022)

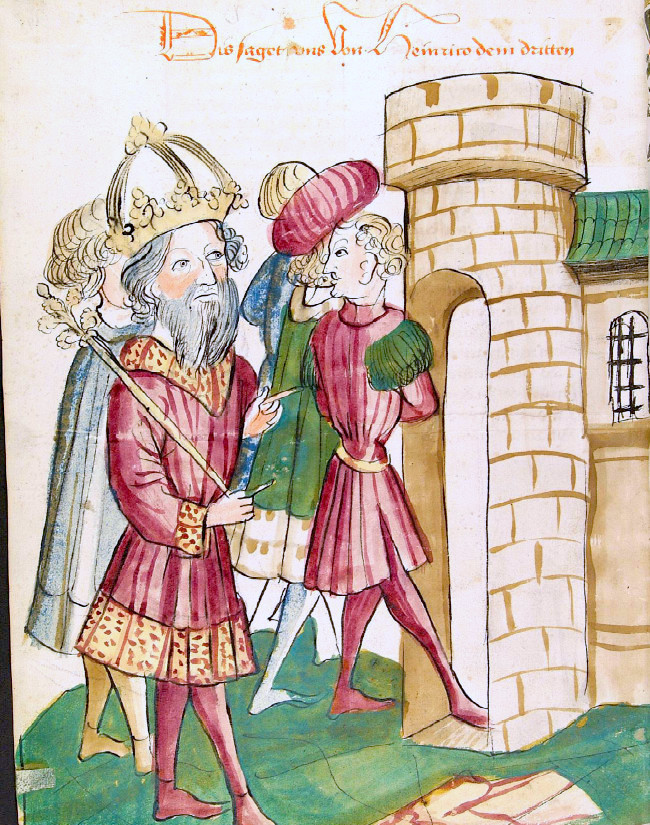
L'emprisonnement du prince Pandolf IV de Capoue, après la campagne de 1022 de l'empereur Henri II

Le 9 mai 1009, une insurrection éclate à Bari contre le Catépanat d'Italie, l'autorité régionale byzantine, qui est basée à Bari. Menée par Melo de Bari, un noble lombard, l'insurrection se répand rapidement à d'autres villes. Fin 1009 et début 1010, le catépan, Jean Kourkouas (en), est tué au combat. En mars 1010, son successeur, Basile Mesardonites, débarque avec des renforts et assiège immédiatement les rebelles dans la ville. Les citoyens byzantins de la ville négocient avec Basile Mesardonites et forcent les dirigeants lombards, Melo et son beau-frère Datto de Bari (en), à fuir. Basile entre dans la ville le 11 juin 1011 et rétablit l'autorité byzantine. Il ne fit pas suivre sa victoire de sanctions importantes, envoyant simplement la famille de Melo, y compris son fils Argyrus, à Constantinople. Basile meurt en 1016.
Kontoleon Tornikios (en) arrive en tant que successeur de Basile en mai de cette année. Après la mort de Basile, Melo se révolte de nouveau, mais il utilise cette fois une bande de Normands nouvellement arrivée, qui lui a été envoyée par le pape Benoît, ou qu'il a rencontrée (avec ou sans l'aide de Guaimar) à Monte Gargano. Tornikios envoie une armée dirigée par Léon Passianos (en) afin de contrer l'armée formée par les Lombards et les Normands. Passianos et Melo se font face sur le Fortore, à Arenula. La bataille est soit indécise (selon Guillaume de Pouille), soit remportée par Melo (selon Léon d'Ostie et Aimé du Mont-Cassin). Tornikios prend alors le commandement lui-même et conduit ses forces dans un deuxième engagement près de San Paolo di Civitate. Cette seconde bataille est une victoire pour Melo, même si Lupus Protospatharius et le chroniqueur anonyme de Bari considèrent alors cette bataille comme une défaite pour Melo. Une troisième bataille, où Melo remporte cette fois une victoire décisive, a lieu à Vaccaricia. La région tout entière depuis le Fortore jusqu'à Trani est tombée aux mains de Melo et, en septembre, Tornikios est relevé de ses fonctions en faveur de Basile Boioannes (en) (qui arrive en décembre). D'après Aimé du Mont-Cassin, il y eut un total de cinq victoires consécutives lombardes et normandes jusqu'à octobre 1018.
À la demande de Boioannes, un détachement de la garde varangienne, corps d'élite byzantin, est envoyé en Italie pour lutter contre les Normands. Les deux forces se rencontrent au fleuve Aufide près de Cannes, le site de la victoire d'Hannibal sur les Romains en 216 av. J.-C., et se livrent la bataille de Cannes qui se solde par une victoire byzantine décisive. Aimé du Mont-Cassin écrit que seuls 10 Normands survécurent sur un contingent de 250. Après la bataille, Rainulf Drengot, l'un des survivants normands, est élu chef de leur compagnie. Boioannes lance immédiatement la construction d'une grande forteresse au col des Apennins, qui garde l'entrée de la plaine des Pouilles. En 1019, Troia, comme on appelait la forteresse, est desservie par des troupes normandes de Boioannes, une indication de la volonté des mercenaires normands de se battre des deux côtés (ce qui leur permettait d'obtenir de bonnes conditions de libération pour les leurs en cas de capture).
Effrayé par le changement dans le Sud, le pape Benoît, qui a peut-être été l'instigateur de la participation de Normands dans la guerre, part en 1020 à Bamberg s'entretenir avec l'empereur du Saint-Empire romain Henri II. L'empereur ne prend aucune mesure immédiate, mais les événements de l'année suivante le convainquent d'intervenir. En effet Boioannes, allié avec Pandolf IV de Capoue, marche vers le chef lombard Datto de Bari, qui tient alors garnison avec des troupes pontificales dans une tour sur le territoire du duché de Gaète. Datto est capturé et, le 15 juin 1021, est jeté dans la mer, ligoté dans un sac en compagnie d'un singe, d'un coq et d'un serpent. En 1022, une grande armée impériale marche vers le sud en trois détachements commandés par l'empereur Henri II, Pilgrim de Cologne et Poppon d'Aquilée, afin d'attaquer Troia. Bien que Troia résiste sans tomber, tous les princes lombards sont alors alliés à l'Empire et Pandolf est conduit dans une prison allemande. Ceci met fin à la révolte lombarde.

## Les services des mercenaires (1022-1046)
En 1024, des mercenaires normands sous le commandement de Rainulf Drengot sont à la solde de Guaimar III de Salerne quand ce dernier et Pandolf IV, qui vient d'être libéré, assiègent à Capoue Pandolf VI, comte de Teano et nouveau prince de Capoue. En 1026, après un siège de dix-huit mois, Capoue se rend aux assiégeants et Pandolf IV est rétabli comme prince de cette ville. Durant les années qui suivent, Rainulf se met au service de Pandolf mais, en 1029, il abandonne le prince et rejoint Serge IV de Naples, que Pandolf avait expulsé de la ville en 1027, probablement avec l'assistance de Rainulf.

En 1029, Rainulf et Serge reprennent Naples. Au début des années 1030, Serge donne en fief à Rainulf le comté d'Aversa, qui devient la première seigneurie normande en Italie du Sud. Serge donne aussi sa sœur, veuve du duc de Gaète, en mariage au nouveau comte. En 1034, cependant, la sœur de Serge meurt et Rainulf se tourne à nouveau vers Pandolf. Selon Aimé du Mont-Cassin : 

« Car les Normands ne désirèrent jamais voir un Lombard remporter une victoire décisive, au cas où cela leur serait désavantageux. Mais alors soutenant l'un puis l'autre, ils empêchèrent que quiconque soit complètement ruiné. »

Des renforts normands ainsi que des bandits de la région, accueillis dans le camp de Rainulf sans qu'on leur pose la moindre question, gonflent les effectifs de Rainulf. Là, la langue et les coutumes normandes soudent un groupe hétérogène en un semblant de nation, comme l'observe Aimé du Mont-Cassin. En 1035, les trois fils aînés de Tancrède de Hauteville (Guillaume Bras-de-Fer, Drogon et Onfroi) arrivent de Normandie en Aversa.
En 1037, ou à l'été 1038 (les sources diffèrent), l'influence normande est encore affermie lorsque l'empereur Conrad II dépose Pandolf IV et reconnaît Rainulf comme « comte d'Aversa » tenant son pouvoir directement de l'empereur. En 1038, Rainulf envahit Capoue et étend son État à tel point qu'il en fait un des plus vastes de l'Italie du Sud de l'époque.
Entre 1038 et 1040, une autre troupe de Normands est envoyée avec un contingent lombard par Guaimar IV de Salerne pour combattre en Sicile sous les ordres des Byzantins contre les Sarrasins. Les premiers membres de la famille Hauteville gagnent leur renom en Sicile en combattant pour Georges Maniakès. Guillaume de Hauteville gagne son surnom de « Bras de Fer » lors du siège de Syracuse.
Après l'assassinat du catépan Nicéphore Doukeianos à Ascoli en 1040, les Normands entreprennent d'élire un chef issu de leurs rangs, mais ils sont soudoyés par Atenolf, prince de Bénévent, pour qu'ils l'élisent chef. Le 16 mars 1041, aux alentours de Venosa, sur l'Olivento (it), l'armée normande tente de négocier avec le nouveau catépan, Michel Doukeianos, mais les négociations échouent et une bataille éclate à Montemaggiore, près de Cannes. Bien que le catépan ait appelé à son aide une force nombreuse de Varègues de Bari, la bataille se solde par une défaite écrasante pour les troupes byzantines et beaucoup des soldats de Michel se noient dans l'Aufide lors de leur fuite.
Le 3 septembre 1041, les Normands, nominalement sous le commandement des Lombards Arduin et Aténolf, défont le nouveau catépan byzantin, Exaugustus Boioannes, et l'emmènent comme prisonnier à Bénévent, prouvant qu'il subsiste une influence lombarde sur les conquêtes normandes. À la même époque, Guaimar IV de Salerne commence à attirer les Normands sous sa bannière grâce à différentes promesses. En février 1042, se sentant probablement abandonné, et peut-être soudoyé par les Byzantins, Aténolf négocie la rançon d'Exaugustus puis fuit avec l'argent de cette rançon en territoire byzantin. Il est remplacé par Argyros, qui remporte d'abord quelques victoires puis est lui aussi corrompu par les Byzantins et les rejoint.
En septembre 1042, les Normands élisent finalement un chef issu de leurs rangs. La révolte, à l'origine partie des populations lombardes, était devenue normande de par ses motivations et ses chefs. Guillaume Bras de Fer est élu avec le titre de "comte". Lui et les autres chefs demandent à Guaimar de reconnaître leurs conquêtes. Ils reçoivent les terres autour de Melfi comme fiefs et proclament Guaimar « duc d'Apulie et de Calabre ». À Melfi en 1043, Guaimar divise la région (Melfi mis à part, qui sera dirigé par un régime républicain) en douze baronnies destinées aux chefs normands : Guillaume lui-même reçoit Ascoli, Asclettin reçoit Acerenza, Tristan obtient Montepeloso, Hugues Tubœuf hérite de Monopoli, Pierre reçoit Trani, Drogo de Hauteville a droit à Venosa, et Rainulf Drengot, maintenant indépendant, reçoit Monte Gargano. Guillaume est marié à Guida, fille de Guy, duc de Sorrente, et nièce de Guaimar. L'alliance entre les Normands et Guaimar est ainsi fortement scellée.

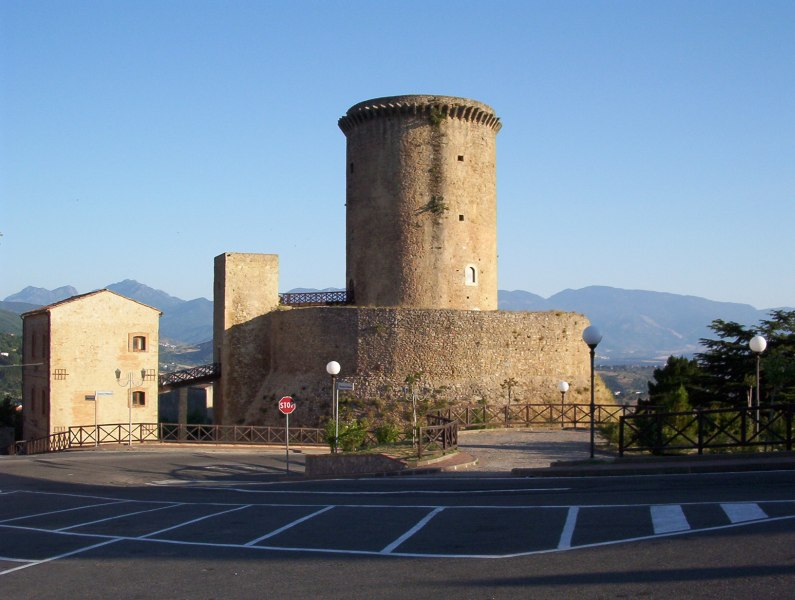
La « Tour de Drogon » à San Marco Argentano (Calabre).

Pendant son règne, Guillaume et Guaimar entament la conquête de la Calabre en 1044 et construisent le grand château de Stridula, probablement près de Squillace. Guillaume est moins chanceux en Apulie, où, en 1045, il est défait près de Tarente par Argyrus, bien que son frère, Drogon, conquière Bovino. Avec la mort de Guillaume, toutefois, la période du mercenariat normand connaît sa fin en même temps que deux grandes principautés normandes émergent, devant toutes deux allégeance au Saint-Empire romain germanique : le comté d'Aversa, plus tard principauté de Capoue, et le comté d'Apulie, qui deviendra duché d'Apulie.

## Comté de Melfi (1046-1059)
Article détaillé : Comté d'Apulie
- Conquête de l'Abruzzo (1053-1105)

## Conquête de la Sicile (1061-1091)

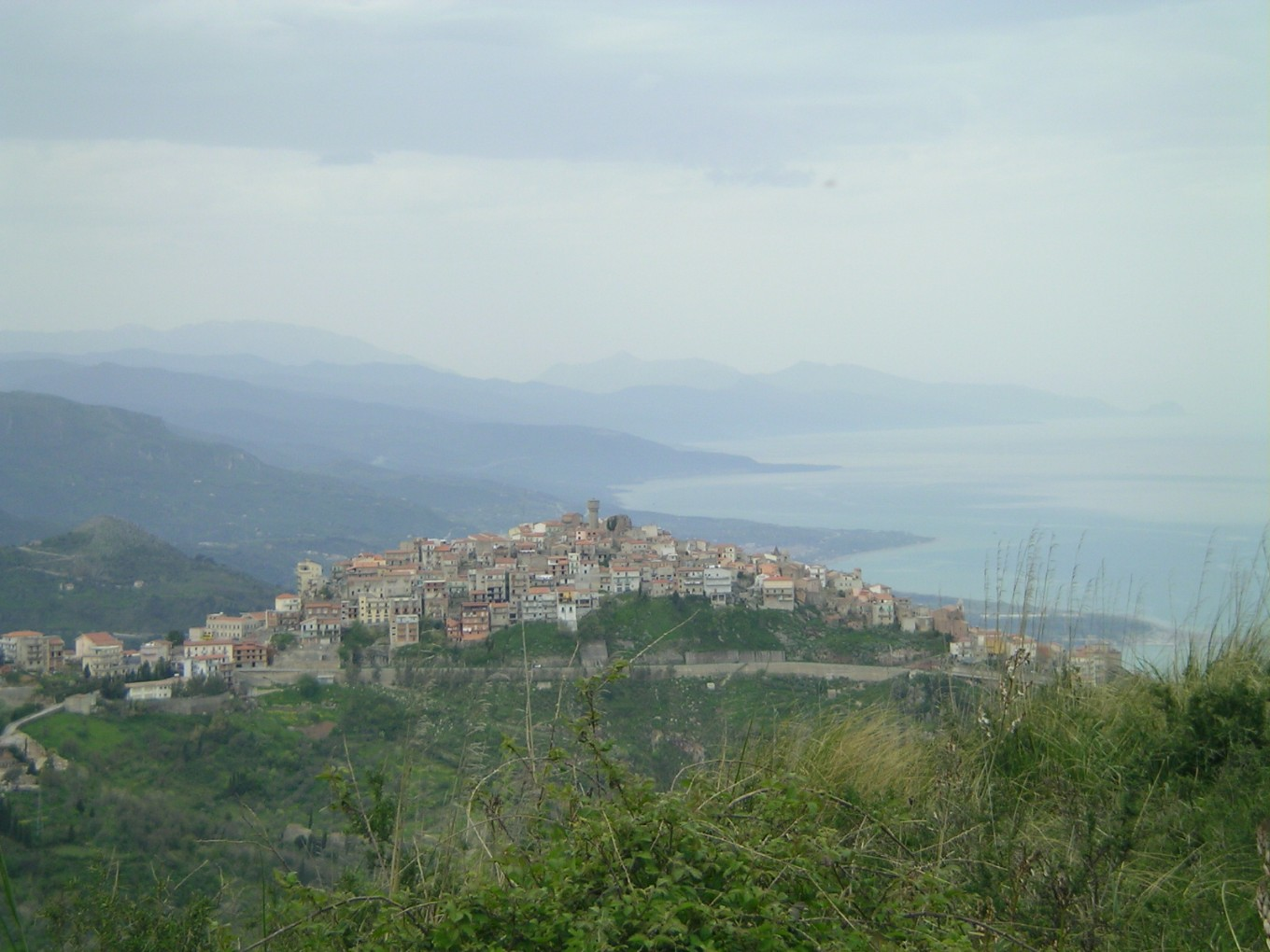
Vue de San Marco d'Alunzio qui fut la première forteresse normande en Sicile.

La traversée du détroit par les Normands n'est que la conséquence logique de la domination qu'ils avaient établie dans le Sud de l'Italie et de la prise de Rheggio aux Byzantins. De plus, le pouvoir des émirs Kalbites est affaibli dans l'île, il est morcelé entre caïds :
- Abdallah ibn Mankut contrôle la partie occidentale depuis Trapani ;
- Ibn al-Hawwas contrôle l'intérieur de l'île et Agrigente au sud ;
- Ibn al-Maklati contrôle Catane ;
- Ibn al-Thumma prend le pouvoir à Syracuse.

En 1060, Ibn al-Hawwas attaque Ibn al-Maklati, ce dernier demande l'aide des Normands qui débarquent, sous ce prétexte, à Messine en 1061. Aidé de son frère Robert Guiscard, Roger de Hauteville, comte de Sicile depuis son fief de Mileto depuis 1061, va assumer l'essentiel de la conquête.
Les Normands, malgré leur faible nombre, prennent Messine en 1061, puis, aidés par les chrétiens du Val Demone la même année, Rometta, Tripi, Frazzanò. Centuripe Castrogiovanni et Calascibetta résistent, Aimé du Mont-Cassin et Geoffroi Malaterra ne sont pas d'accord sur le sort de Paternò. Ils pillent la région d'Agrigente, reviennent à Messine et prennent Troina. Les musulmans de Sicile tentent une contre-attaque navale dans le détroit de Messine. Au printemps 1062, le caïd de Syracuse, allié des Hauteville, est tué par ses coreligionnaires. Inquiets, les Normands se replient sur Messine. Petralia tombe mais Troina doit être abandonné face à la révolte des Grecs de la ville, puis est reprise. Le renfort de troupes débarquées depuis l’Ifrīqiya à Palerme et Agrigente entre 1061 et 1062 ne suffit pas à mettre en échec les Normands, pourtant en infériorité numérique, qui sortent vainqueurs de la bataille de Cerami, en 1063. Ainsi, le Val Demone (qui correspond à la région nord-est de l'île) est maîtrisé. Les hommes de Roger échouent devant Castrogiovanni, font tomber Caltavuturo et pillent Collesano, Brucato et Cefalù, puis la plaine d'Agrigente. En parallèle, les Pisans attaquent Palerme.
Ensuite, la conquête ralentit mais connaît un regain en 1071 : prise de Catane, puis Palerme et Mazara. Roger fait bâtir un château à Mazara et Paternò en 1072, à Calascibetta en 1074.
Après cette progression, les musulmans comprennent qu'il faut s'unir, Benavert devient à Syracuse le chef de l'ultime résistance musulmane qui occupe le sud et le sud-est de l'île. Ils attaquent Nicotera en 1074 et tentent de reprendre Mazara en 1075 depuis l'Ifriqiya. Ils réoccupent Catane de 1075 à 1081 et pillent la Calabre normande notamment. Mais en 1076, Judica tombe et ses habitants sont déportés par les Normands qui se livrent à des raids dans la région de Noto. Trapani et Castronovo passent sous leur contrôle en 1077, Taormine en 1079, époque où Iato et Cinisi tentent de se révolter. Catane redevient musulmane en 1082 mais est rapidement reprise.
Il faut attendre 1086 pour que Syracuse tombe après la mort de Benavert, et le Hammudide qui défend Castrogiovanni se rend et se convertit au christianisme. Agrigente tombe également l'année suivante, et avec elle onze forteresses : Platano, Missar, le château du mont Guastanella, Sutera, Raselbifar (château de Bifar), Mocluse, Naro, Caltanissetta, Licata, Ravanusa. Butera se rend en 1088. Enfin, en 1091, la dernière citadelle, celle de Noto, tombe. Les îles de Malte et Gozo suivent.
En trente ans, les Normands prennent possession de la Sicile : cette conquête est longue car elle est menée par des troupes peu nombreuses, et elle est ponctuée par de récurrentes redditions de localités à négocier. De plus, la progression des Normands se fait par à-coups et on d'une manière régulière car ils ont aussi à lutter sur d'autres fronts.

## Guerres grecques (1059-1085)
Après la défaite infligée à l'Église par les Normands à Civitate ainsi que le décès quelques mois plus tard du pape Léon IX, le pape nouvellement investi Nicolas II va se voir obligé de reconnaitre le pouvoir des Normands. Ainsi, au premier concile de Melfi, Richard Ier d'Aversa va se voir attribuer la principauté de Capoue et Robert Guiscard va, lui, recevoir les duchés d'Apulie (aujourd'hui situé dans la région des Pouilles), de Calabre et de Sicile.
Alors que la majorité de l'Apulie était déjà sous son contrôle depuis 1057, la Calabre quant à elle est encore à ce moment principalement sous contrôle byzantin. Afin de légitimer son pouvoir auprès des populations locales, ce dernier épousera peu après la sœur du prince de Salerne.
il passera les années suivantes à guerroyer dans toute l'Italie du sud afin de faire reconnaitre ses fiefs avec l'aide notamment de son frère Roger de Hauteville futur premier roi de Sicile. Il apparait par exemple dans les villes de Brindisi et Tarente au printemps 1060 pour obtenir leur soumission, au même moment où l'un de ses parents va chasser la garnison byzantine de la cité d'Oria. À ce moment la principale préoccupation de Robert est la soumission totale de la Calabre. Cette région est en effet à ce moment en proie à une époque de misère et de relative anarchie, frappée par la famine à la suite d'une sécheresse exceptionnelle accentuée par les ravages des Normands dans la région, elle est en proie a des querelles internes ; c'est par exemple le cas dans la ville de Crotone qui verra la population de la ville chasser le Patrice de Calabre. Après avoir soumis quelques villes mineures de la région Robert retournera en Apulie et laissera à Roger le soin de finir la conquête.
Après des querelles fraternelles, ils se réconcilieront pour assiéger la ville de Reggio, dernier grand bastion byzantin dans la zone, le stratège présent sur place parvient à s'échapper alors que la cité se rend sans même combattre. Ce siège marque de manière définitive la confirmation de la domination normande sur la Calabre.
En réponse à cette lourde défaite, le nouveau Basileus Constantin Doukas va envoyer, vers la fin de l'année 1060, une armée récupérer les fiefs perdus, dans un premier temps couronnée de succès notamment grâce à l'absence de Robert, mais dès son retour de Sicile les quelques villes gagnées vont être reperdues en l’espace de deux ans.
En 1068, après quelques années de stagnation du conflit, Robert décide d'envoyer toutes ses forces sur Bari, dernière grande ville dans les mains des Byzantins en Apulie. La ville va tomber le 15 avril 1071 après un long siège, marquant la fin de la présence byzantine en Italie.
Après avoir expulsé les Byzantins d'Apulie et de la Calabre, Robert Guiscard planifia une attaque contre les possessions byzantines en Grèce. Les Byzantins avaient soutenu les neveux de Robert, Abélard et Herman, dans leur insurrection contre Robert ; ils avaient également soutenu Henri, comte de Monte Sant'Angelo, qui reconnaissait la suzeraineté byzantine dans son comté, contre lui.
Entre 1073-1075, le vassal de Robert, Pierre II de Trani, mena une expédition en Dalmatie appartenant alors au Royaume de Croatie. Le cousin de Pierre Amico a attaqué les îles de Rab et Cres, capturant même le roi croate Petar Krešimir IV.
Robert entreprit sa première expédition dans les Balkans en mai 1081, Partant de Brindisi avec environ 16 000 soldats. En février 1082, il captura Corfou et Durazzo, après avoir battu l'empereur Alexis Ier à la bataille de Dyrrhachium en octobre 1081. Le fils de Robert, Bohémond de Tarente, contrôla temporairement la Thessalie, essayant sans succès de conserver les conquêtes de 1081–82 en l'absence de Robert. Le duc revint en 1084 pour les restaurer, récupérant Corfou et la Céphalonie avant sa mort d'une fièvre le 15 juillet 1085. Bohémond ne cherchera pas à poursuivre les conquêtes grecques de son père, préférant retourner en Italie, sa succession étant contestée par son demi-frère Roger Borsa.

## Enchâtellement
La période de l'enchâtellement